# Club Deportivo Humanes
El Club Deportivo Humanes es un equipo de fútbol de la localidad de Humanes de Madrid (Madrid) España. Fue fundado en 1951 y juega actualmente en la Preferente de Madrid.

## Historia
El CD Humanes fue fundado en 1951 como principal equipo de la localidad.
El equipo ha logró en la década del 2000 sus mejores resultados: en el año 2006 logró el ascenso a la categoría Preferente como campeón del grupo 4 de Primera Regional. Un año más tarde, el equipo volvió a ascender ganando en casa al Club Deportivo Leganés B, consiguiendo el primer gol del equipo en Preferente en 16 años el delantero procedente del Quintanar de la Orden Jesús Marcos. El club lograría ascender a Tercera División por primera vez en su historia, tras quedar segundo en su grupo de Preferente y clasificarse automáticamente para el ascenso. El equipo debutó por lo tanto en Tercera en la campaña 2007-08, luchando por la permanencia en la categoría, permanencia que no consiguió, volviendo a Preferente.Las cosas no fueron mejor en la temporada 2008-09 finalizando con un nuevo descenso de categoría. Se trata de una de las peores épocas de la historia del club, y por tercer año consecutivo el equipo descendió de división antes de la última jornada.
Diferente fue la campaña del 2011-12, donde los chavales de José Pericacho y Juan Pedro Grajeras ascendieron como mejores terceros a Primera regional tras una muy buena temporada. A los numerosos jugadores del municipio de Humanes, como Borja, David, Ramiro, Marcos, Miguel, Juan o Álvaro, se unieron los japoneses Koho y Yuichiro, canteranos del URJC como Adrián y Cortázar y vecinos de Fuenlabrada como Enrique, Villares y Raúl y Daniel Moreno; además de Arrab y Melero. Después de realizar una primera vuelta buena, la segunda fue mejor. El conjunto de Humanes consiguió permanecer invicto y, aunque no consiguió ganar al Miraflor y al At. Navalcarnero (primero y segundo ese año en su grupo), lograron el ascenso.
La temporada 2012-13, Paco Carbelo comenzó en el banquillo del CD. Humanes, pero la poca química con los jugadores y los malos resultados, hicieron que en menos de una vuelta abandonara el sitio. Su sustituto fue José Guerrero, que tras un año algo dubitativo, sacó a los chicos del descenso pero sin la continuidad para pelear por el ascenso a Preferente, quedando en mitad de la tabla.
En la 2013-2014, Guerrero comenzó como míster del equipo. Se trajo muchos jugadores, que fueron sus máximas armas para intentar pelear por el ascenso. Sin embargo, a mitad de temporada, los malos resultados (A 5 puntos del descenso) y el mal juego del equipo, llevó a la directiva a prescindir del entrenador. Con él, se marcharon del club los jugadores de su máxima confianza, dejando al equipo en cuadros. Ricardo Alonso, quien hubiera sido segundo de Carbelo y después segundo de Guerrero, se hizo cargo de la plantilla. El humanense contaba con total confianza de los jugadores y, con cuatro refuerzos, casi consigue la permanencia. Sin embargo, la mala suerte y algunas despistes defensivos, hicieron perder dos partidos claves contra Vallecas B y Cantera. Esto hizo que, aunque empatado a puntos con el sexto por la cola, el CD Humanes bajó a segunda regional debido a un ajuste de la Federación de Fútbol de MAdrid en los grupos de Primera, descendiendo como quinto peor clasificado -14.ª posición- de su grupo (habitualmente, descendían los cuatro peores).

## Uniforme
- Primera equipación: Camiseta azul, pantalón azul y medias azules.
- Segunda equipación: Camiseta roja, pantalón rojo y medias rojas.
- Tercera equipación: Camiseta blanca, pantalón blanca y medias blancas.

## Estadio
El CD Humanes juega sus partidos como local en el estadio municipal Emilio Zazo, con capacidad para 2.000 espectadores y césped artificial. Fue inaugurado en el año 2006.

## Datos del club
- Temporadas en 2ªB: 0
- Temporadas en 3.ª: 1
- Mejor puesto en la liga: 2.º (Preferente, Temporada 2006-07)

## Palmarés

### Campeonatos regionales
- Primera Regional Madrileña (1): 2005-06 (Grupo 4).[1]
- Segunda Regional Madrileña (1): 2017-18 (Grupo 8).[2]
- Tercera Regional Preferente Castellana (1): 1981-82 (Grupo 6).[3]
- Subcampeón de la Regional Preferente Madrileña (1): 2006-07 (Grupo 2).[4]
- Subcampeón de la Primera Regional Madrileña (1): 2019-20 (Grupo 4).[5]